# Сильвія Хутнік
Сильвія Хутнік (пол. Sylwia Chutnik, 12 липня 1979, Варшава) — польська культурознавиця, письменниця, феміністка, громадська активістка, лауреатка премії «Паспорт Політики» в категорії «Література» за 2008 рік, тричі номінована до літературної премії «Ніке» (2009 року за «Кишеньковий атлас жінок», 2013 за «Cwaniary» і 2015 за «У країні див»).
Сильвія Хутнік закінчила «Гендерні студії» у Варшавському університеті. 2018 року захистила кандидатську дисертацію у Відділі історії культури Інституту польської культури ВУ на тему «Повсякдення Варшави у 1954—1955 роках. Чуття, тіло, звичаї».

## Особисте життя
У 2020 році вона дала інтерв'ю для ЛГБТ-журналу «Replika», розповівши про свої тривалі стосунки з чоловіком, подальші стосунки з жінкою та про те, як вона була негетеронормативною матір'ю в Польщі.